# 勐野江
勐野江，位于中国云南省南部，是李仙江右岸支流，源流称弄扎河，发源于江城哈尼族彝族自治县嘉禾乡洛洒村大平掌以南的大尖山，西南流至国庆乡和平村东北转东南流，又称腊户河，经国庆乡驻地么等村，过田房村腊户坝转南流，至勐烈镇大寨村以西转西流，至牛倮河村大箐以北转西北流，经宝藏镇，勐野江西北流过宝藏镇海明村瓦科自然村西北后成为江城县和宁洱哈尼族彝族自治县两县界河，最后在江城县宝藏镇龙马村石头寨与宁洱县黎明乡窑房村的岔河之间汇入李仙江把边江段。河长141.9千米，流域面积1807.3平方千米，落差1150米。年均径流量15.34亿立方米。流域水力资源理论蕴藏量19.40万千瓦，已建和在建水电站4座，总装机容量1.3万千瓦。